# Cameron Meyer
Cameron Meyer (ur. 11 stycznia 1988 w Viveash) – australijski kolarz szosowy i torowy, zawodnik należącej do dywizji UCI WorldTeams drużyny Mitchelton-Scott. Czterokrotny torowy mistrz świata i trzykrotny torowy mistrz świata juniorów. Olimpijczyk z Pekinu.
Trzykrotny złoty medalista torowych mistrzostw świata juniorów z Gandawy – indywidualnie i drużynowo (2006). Trzykrotny medalista torowych mistrzostw świata z Pruszkowa (2009) – zdobył złoty medal w wyścigu punktowym oraz srebrne: w madisonie i drużynowym wyścigu na dochodzenie. Rok później, podczas mistrzostw świata w Kopenhadze wywalczył trzy złote medale – indywidualnie w wyścigu punktowym, drużynowo na 4 km na dochodzenie i w madisonie (z Leigh Howardem). W mistrzostwach świata w Melbourne (2012) został mistrzem świata w wyścigu punktowym i był trzeci w madisonie.
Wielokrotny mistrz Australii w wyścigach torowych i szosowych.
Od 2007 roku startuje w zawodowym peletonie. Zwycięzca wyścigu Tour of Japan (2008) i trzy lata później Tour Down Under, co jest jego największym sukcesem wśród profesjonalistów w wyścigach na szosie.

## Najważniejsze zwycięstwa i sukcesy

### kolarstwo torowe
2006
- 1. miejsce w mistrzostwach świata juniorów (wyścig ind. na dochodzenie)
- 1. miejsce w mistrzostwach świata juniorów (wyścig druż. na dochodzenie)
- 1. miejsce w mistrzostwach świata juniorów (madison)
- 4. miejsce w igrzyskach olimpijskich (wyścig punktowy)

2009
- 1. miejsce w mistrzostwach świata (wyścig punktowy)
- 2. miejsce w mistrzostwach świata (wyścig druż. na dochodzenie)
- 2. miejsce w mistrzostwach świata (madison)

2010
- 1. miejsce w mistrzostwach świata (wyścig punktowy)
- 1. miejsce w mistrzostwach świata (wyścig druż. na dochodzenie)
- 1. miejsce w mistrzostwach świata (madison)

2011
- 1. miejsce w mistrzostwach Australii (madison)
- 1. miejsce w mistrzostwach świata (madison)
- 2. miejsce w mistrzostwach świata (wyścig punktowy)

### kolarstwo szosowe
2007
- 1. miejsce w Tour of Tasmania
  - 1. miejsce na 2. i 5. etapie

2010
- 1. miejsce w mistrzostwach Australii (jazda ind. na czas)

2011
- 1. miejsce w mistrzostwach Australii (jazda ind. na czas)
- 1. miejsce w Tour Down Under
  - 1. miejsce na 4. etapie

2012
- 3. miejsce w mistrzostwach świata (jazda druż. na czas)

2013
- 6. miejsce w Presidential Cycling Tour of Turkey
- 1. miejsce w mistrzostwach Australii (kryterium)
- 10. miejsce w Tour de Suisse
  - 1. miejsce na 1. etapie Tour de Suisse (jazda ind. na czas)

2014
- 1. miejsce na 2. etapie Tour de Suisse

2017
- 3. miejsce w Cadel Evans Great Ocean Road Race

2018
- 2. miejsce w Herald Sun Tour
- 1. miejsce w Igrzyskach Wspólnoty Narodów (jazda ind. na czas)
- 1. miejsce na 2. etapie Tour of Britain

2020
- 1. miejsce w mistrzostwach Australii

2021
- 1. miejsce w mistrzostwach Australii (start wspólny)